# Kubota

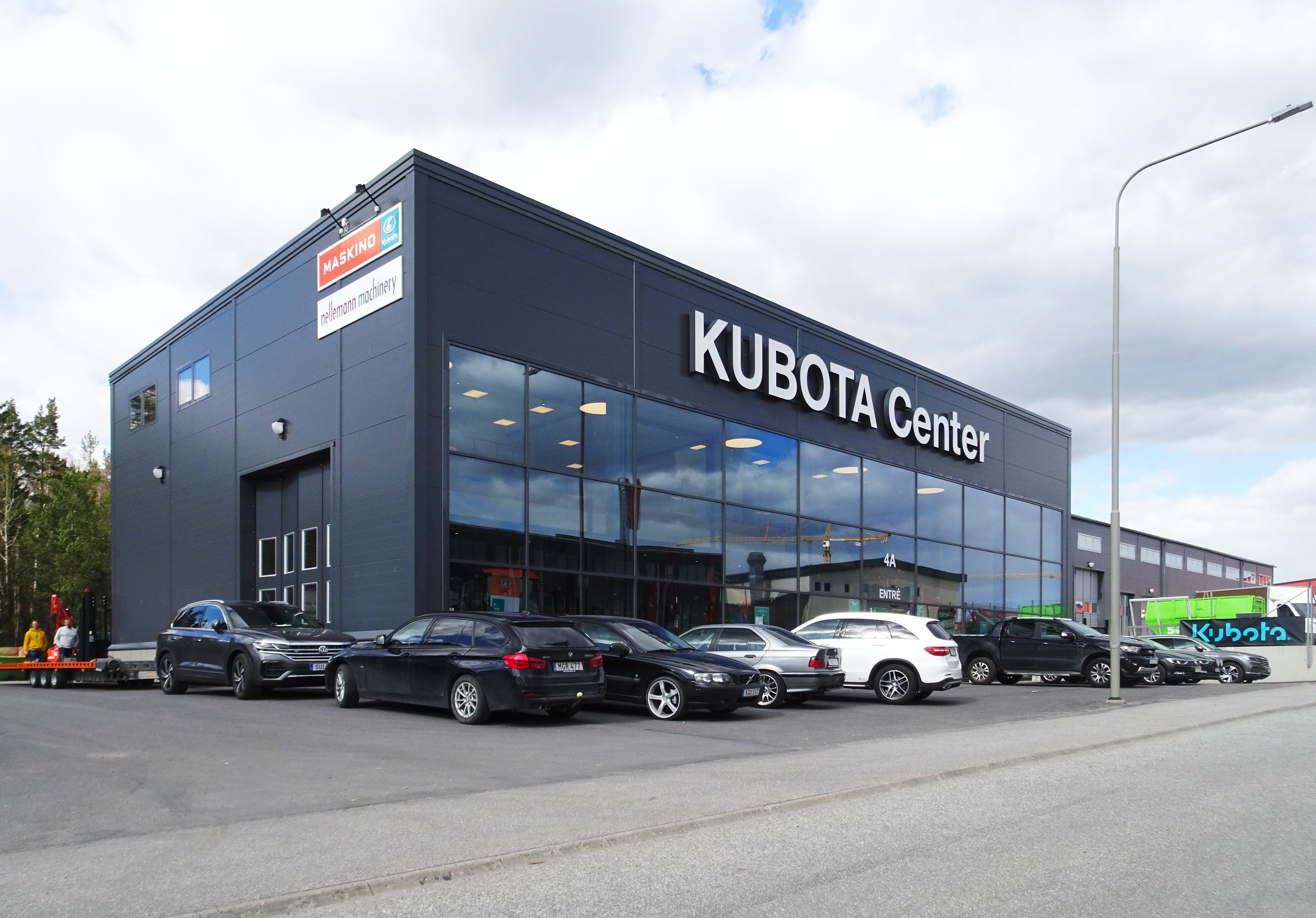
Kubota Center i Länna industriområde.

Kubota Corporation (uttalas QBÅTA) (株式会社クボタ Kabushiki-gaisha Kubota?), grundades i Osaka , Japan 1890. 
Företaget producerar många produkter inklusive:
- Traktorer och Jordbruksredskap

• Anläggningsmaskiner
- Trädgårdsmaskiner
- Dieselmotorer
- Generatorer
- Bensinmotorer
- Jordbruksredskap

## Historia
År 1969 började Kubota exportera sina 21 hästkrafters (16 kW) L200 kompakttraktorer till USA. På grund av de första framgångarna på den amerikanska marknaden, bildades Kubota Tractor Corporation i Compton, Kalifornien 1972. Kubota äger även andra liknande traktorföretag i många länder inklusive Australien, Kanada, Frankrike, Tyskland, Spanien och USA.

## B7100
Modellen B7100 är en mycket vanligt parktraktor som används mycket av fastighetsskötare. I Sverige är det vanligast att de har "turf-tires", fronthydraulik och hytt. 